# Пазини, Фабио
Фабио Пазини (итал. Fabio Pasini; род. 23 августа 1980, Гаццанига, Ломбардия) — итальянский лыжник, призёр этапов Кубка мира. Специалист спринтерских гонок. Младший брат известного итальянского лыжника Ренато Пазини.

## Карьера
В Кубке мира Пазини дебютировал в 2001 году, в декабре 2008 года впервые попал в тройку лучших на этапе Кубка мира. Всего на сегодняшний день имеет на своём счету 4 попадания в тройку лучших на этапах Кубка мира, 1 в личном и 3 в командном спринте. Лучшим достижением Пазини в общем итоговом зачёте Кубка мира является 36-е место в сезоне 2008-09.
На Олимпиаде-2010 в Ванкувере принимал участие в спринтерской гонке классическим стилем, в квалификации занял 26-е место, а в четвертьфинальном забеге был 5-м, в итоговом протоколе занял 24-е место.
За свою карьеру принимал участие в двух чемпионатах мира, на чемпионате 2005 года был 23-м в спринте, а на чемпионате 2009 года 17-м так же в спринте.
Использует лыжи производства фирмы Fischer, ботинки и крепления Salomon.